# Line Corporation
Line Corporation (LINE株式会社 LINE Kabushiki Gaisha?) es una subsidiaria con sede en Tokio de Z Holdings, propiedad conjunta de Softbank Group y Naver Corporation. El negocio de la empresa está asociado principalmente al desarrollo de aplicaciones móviles y servicios de Internet, en particular la aplicación de comunicación Line.

## Historia
Line Corporation se fundó el 4 de septiembre de 2000 como Hangame Japan como parte de Hangame, una compañía de juegos de Corea del Sur propiedad de NHN en ese momento. En agosto de 2003, la empresa pasó a llamarse NHN Japan .
En 2007, Naver estableció otra subsidiaria japonesa, Naver Japan, que administró el motor de búsqueda de Naver en Japón antes de su desaparición. Naver Japan adquirió Livedoor en 2010.
En 2012, Naver fusionó las tres entidades (NHN Japan, Naver Japan, Livedoor) en una nueva subsidiaria conocida como NHN Japan.
El 1 de abril de 2013, la empresa cambió su nombre y pasó a llamarse Line Corporation. Más tarde ese mismo año, NHN se dividió en dos empresas, Naver Corporation y NHN Entertainment Corporation y esta última creó una nueva subsidiaria llamada NHN Japan Corporation.
En julio de 2016, Line Corporation realizó OPV tanto en la Bolsa de Valores de Nueva York como en la Bolsa de Valores de Tokio.
A fines de diciembre de 2020, Line dejó de cotizar tanto en la Bolsa de Valores de Nueva York como en la Bolsa de Valores de Tokio, antes de su acuerdo de fusión de tipo absorción con Z Holdings.
En marzo de 2021, Line Corporation se fusionó con Yahoo Japan, que ha sido operada por Z Holdings, una subsidiaria de SoftBank Group. Bajo la nueva estructura, Naver Corporation (la antigua empresa matriz de Line) y SoftBank Corp. (la unidad de operador inalámbrico de SoftBank Group) tienen una participación del 50 por ciento cada una en una nueva empresa llamada A Holdings Corp., que posee una participación mayoritaria en Z Holdings, que operará Line y Yahoo Japón. Al integrar las dos empresas y crear más plataformas, la empresa fusionada tiene como objetivo competir con los gigantes tecnológicos estadounidenses Google, Amazon, Facebook y Apple y los gigantes tecnológicos chinos Baidu, Alibaba y Tencent, así como el gigante japonés del comercio electrónico Rakuten. La fusión también le da a Z Holdings tres mercados asiáticos adicionales donde Line es popular: Taiwán, Tailandia e Indonesia.
En diciembre de 2021, Line Corporation estableció LINE NEXT para introducirse en el mercado de NFT.